# Panamerikamesterskabet i håndbold 2002 (mænd)
Panamerikamesterskabet i håndbold 2002 for mænd var det 10. panamerikamesterskab i håndbold for mænd. Turneringen med deltagelse af otte hold blev arrangeret af PATHF, og den blev afviklet i Buenos Aires, Argentina i perioden 10. – 14. juli 2002.
Mesterskabet blev vundet af værtslandet og de forsvarende mestre fra Argentina, som i finalen besejrede Brasilien med 22-21. Sejren var argentinernes anden panamerikatitel for mænd. Bronzemedaljerne gik til Grønland, som vandt 27-7 over USA i bronzekampen. Det var første gang at det grønlandske landshold vandt medaljer ved mesterskabet. De tre medaljevindende hold kvalificerede sig derudover til VM 2003 i Portugal.

## Slutrunde
Slutrunden havde deltagelse af otte hold. De otte hold var blevet fundet ved tre regionale kvalifikationsturneringer:
- Nordamerika (2 hold): Den nordamerikanske kvalifikation blev spillet i Lake Placid, USA i perioden 31. maj – 2. juni 2002 med deltagelse af tre hold. USA og Grønland kvalificerede sig til slutrunden om panamerikamesterskabet.
- Mellemamerika og Caribien (3 hold): Det mellemamerikanske og caribiske mesterskab 2002 afviklet i perioden 11. – 15. marts 2002 i Mexico med deltagelse af seks hold gjaldt som kvalifikation, og de tre bedst placerede hold, Cuba, Dominikanske Republik og Colombia, kvalificerede sig til slutrunden.
- Sydamerika (3 hold): Sydamerikamesterskabet 2001 gjaldt som kvalifikation. Turneringen blev spillet i Maringa, Brasilien i perioden 4. – 8. juli 2001 med deltagelse af fem hold, og de tre bedst placerede hold, Argentina, Brasilien og Chile, kvalificerede sig til slutrunden.

Efterfølgende meldte Cuba og Den Dominikanske Republik afbud til mesterskabet, og de to hold blev erstattet af Mexico og Paraguay.

### Indledende runde

#### Gruppe A
| Dato  | Tid   | Kamp                  | Res.  | Pause |
| ----- | ----- | --------------------- | ----- | ----- |
| 10.7. | 18:30 | Brasilien - Mexico    | 42–10 | 16-40 |
| 10.7. | 21:00 | Argentina – Colombia  | 36–80 | 16-40 |
| 11.7. | 19:00 | Brasilien – Colombia  | 40–12 | 17-60 |
| 11.7. | 21:00 | Argentina – Mexico    | 32–70 | 16-40 |
| 12.7. | 15:00 | Colombia – Mexico     | 19–17 | 14-10 |
| 12.7. | 21:00 | Argentina – Brasilien | 21–15 | 12-70 |

| Hold      | Kampe | Mål   | Point |
| --------- | ----- | ----- | ----- |
| Argentina | 3     | 89-30 | 6     |
| Brasilien | 3     | 97-43 | 4     |
| Colombia  | 3     | 39-93 | 2     |
| Mexico    | 3     | 34-93 | 0     |

#### Gruppe B
| Dato  | Tid   | Kamp                | Res.  | Pause |
| ----- | ----- | ------------------- | ----- | ----- |
| 10.7. | 14:30 | Chile - Paraguay    | 25–23 | 11-80 |
| 10.7. | 16:30 | Grønland – USA      | 24–20 | 13-11 |
| 11.7. | 15:00 | USA – Chile         | 24–16 | 12-80 |
| 11.7. | 17:00 | Grønland – Paraguay | 30–15 | 15-90 |
| 12.7. | 17:00 | Grønland – Chile    | 25–16 | 15-50 |
| 12.7. | 19:00 | USA – Paraguay      | 35–24 | 13-15 |

| Hold     | Kampe | Mål   | Point |
| -------- | ----- | ----- | ----- |
| Grønland | 3     | 79-51 | 6     |
| USA      | 3     | 79-64 | 4     |
| Chile    | 3     | 57-72 | 2     |
| Paraguay | 3     | 62-90 | 0     |

### Semifinaler, bronzekamp og finale
| Dato        | Tid   | Kamp                  | Res.  | Pause |
| ----------- | ----- | --------------------- | ----- | ----- |
| Semifinaler |       |                       |       |       |
| 13.7.       | 18:00 | Brasilien - Grønland  | 25–21 | 11-50 |
| 13.7.       | 20:00 | Argentina – USA       | 28–19 | 15-11 |
| Bronzekamp  |       |                       |       |       |
| 14.7.       | 17:00 | Grønland – USA        | 27–70 | 11-20 |
| Finale      |       |                       |       |       |
| 14.7.       | 19:00 | Argentina – Brasilien | 22–21 | 09-11 |

| Samlet rangering | Samlet rangering |
| ---------------- | ---------------- |
| Guld             | Argentina        |
| Sølv             | Brasilien        |
| Bronze           | Grønland         |
| 4.               | USA              |

### Placeringskampe
| Dato               | Tid   | Kamp                | Res.  | Pause |
| ------------------ | ----- | ------------------- | ----- | ----- |
| Semifinaler        |       |                     |       |       |
| 13.7.              | 14:00 | Paraguay - Colombia | 32–22 | 16-90 |
| 13.7.              | 16:00 | Chile – Mexico      | 28–25 | 11-90 |
| Kamp om 7.-pladsen |       |                     |       |       |
| 14.7.              | 13:00 | Mexico – Colombia   | 23–20 | 09-12 |
| Kamp om 5.-pladsen |       |                     |       |       |
| 14.7.              | 15:00 | Chile – Paraguay    | 24–20 | 12-10 |

| Samlet rangering | Samlet rangering |
| ---------------- | ---------------- |
| 5.               | Chile            |
| 6.               | Paraguay         |
| 7.               | Mexico           |
| 8.               | Colombia         |

### VM-kvalifikation
PATHF rådede over tre pladser ved VM-slutrunden i 2003, og de tre pladser gik til de tre bedst placerede hold ved mesterskabet. Resultaterne betød, at Argentina, Brasilien og Grønland kvalificerede sig til VM-slutrunden i Portugal.